# Linda Lovelace
Pour les articles homonymes, voir Lovelace et Boreman.
Linda Lovelace, de son vrai nom Linda Susan Boreman, née le 10 janvier 1949 à New York et morte le 22 avril 2002 à Denver, est, avec Marilyn Chambers, l'une des deux premières « stars » du cinéma pornographique, sa célébrité étant due au succès d'un seul film, Gorge profonde de Gerard Damiano, tourné en 1972.
Elle rejeta par la suite son nom de scène pour ne plus utiliser que son nom réel en public. Elle devient une farouche militante anti-pornographie. C'est ainsi que, tout en continuant à utiliser son nom de scène, plus connu, dans un but commercial, elle fait commencer l’une de ses autobiographies, Ordeal, par cette déclaration qu'elle a dû ensuite répéter fréquemment : « Mon nom n’est pas Linda Lovelace. ». Son nom d'emprunt fait référence à la mathématicienne Ada Lovelace,.

## Biographie

### Débuts
L’enfance de Linda Boreman, pour ne pas dire sa vie tout entière, fut assez malheureuse. Née d’un père agent de police et d'une mère catholique puritaine, elle grandit dans la ville de Yonkers, dans le comté de Westchester, banlieue nord de New York, où sa famille s’était installée.
Elle rencontre, à l'âge de dix-neuf ans, son futur mari, Chuck Traynor, dans un bar dont il était le gérant à Fort Myers sur la côte de la Floride. Cet ancien marine peu scrupuleux, qui avait appris le métier en Extrême-Orient, se livrait alors occasionnellement au proxénétisme avec des jeunes filles rencontrées dans son bar. Sous sa férule, Boreman devient prostituée et pose parfois pour des photographies érotiques. Traynor l'épouse et l’emmène à New York pour la présenter à la célèbre Xaviera Hollander dans l’espoir qu’elle intègre son agence de call-girls. Mais cela échoue et Traynor, dépité, se tourne vers le cinéma pornographique alors en plein essor.[réf. nécessaire]

### Gorge profonde

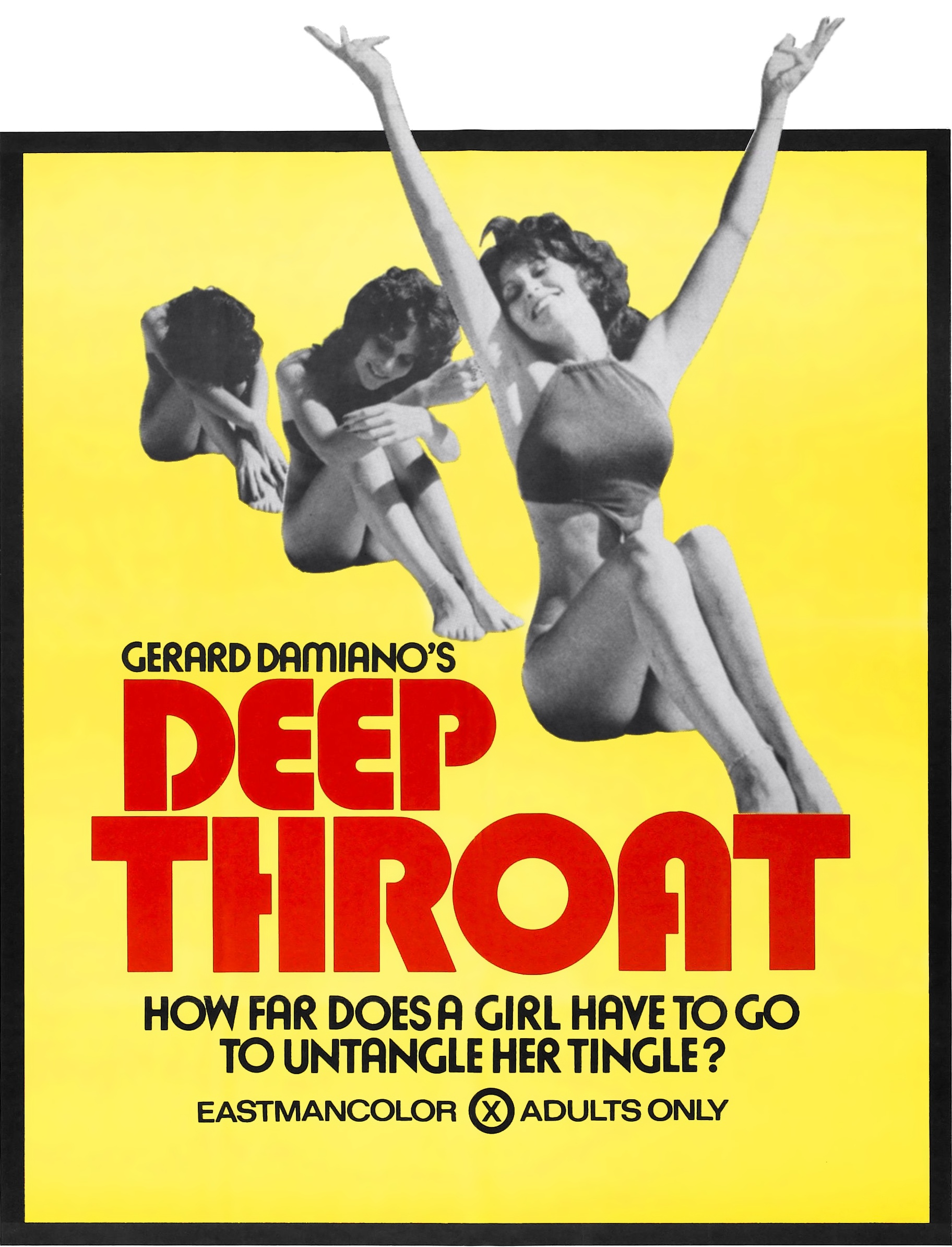
Affiche du film Gorge profonde

En 1972, Boreman entre dans l'histoire des États-Unis grâce au film de Gérard Damiano, Gorge profonde, dont la technique de fellation, inspirée de celle des avaleurs de sabres, la hisse jusqu'aux sommets. Son cachet de 1 250 dollars fut confisqué par Traynor. Deep Throat sera un succès commercial mondial bien que les recettes qu'il a générées — jusqu'à 600 millions de dollars dans le monde selon certains sources — aient très probablement été largement surestimées.

#### Polémiques sur le tournage
Huit ans plus tard, dans son autobiographie Ordeal (Supplice), publiée en 1980, Boreman dénonce les maltraitances, les viols et les tortures que lui a fait subir Chuck Traynor. « Quand vous voyez le film Deep Throat, vous me voyez en plein viol » raconte-t-elle,.
Boreman affirme que son mari lui aurait fait jouer certaines scènes du film sous la menace d'une arme à feu et aurait usé de violences physiques et psychologiques pour la contraindre. Boreman témoigne ainsi avoir été battue et violée si brutalement et si souvent qu'elle souffrait d'atteinte rectale et de lésions permanentes des vaisseaux sanguins dans les jambes. De nombreuses ecchymoses sur ses jambes sont d'ailleurs bien visibles dans le film. Par ailleurs, elle a rapporté ses années d'esclavage sexuel en passant un test de détection de mensonge administré par le polygraphiste en chef du bureau de New York.
Si certaines de ses affirmations ont été contestées par Traynor, celui-ci n'en a pas moins avoué dans un article paru dans Vanity Fair consacré à sa nouvelle épouse Marilyn Chambers qu'il trouvait normal de gifler sa femme si celle-ci tenait un propos qui lui déplaisait. Néanmoins, dans le documentaire Inside Deep Throat, consacré au succès surprenant de Gorge profonde, le réalisateur Gerard Damiano et l'acteur Harry Reems, interviewés, affirment que Linda Boreman n'a pas été forcée à participer au film et qu'ils n'ont jamais vu d'armes à feu sur les lieux du tournage. Cependant, dans les commentaires du même documentaire, un membre de l'équipe de tournage affirme que sa chambre d'hôtel était voisine de celle de Traynor et Boreman et qu'il avait entendu Chuck frapper sa femme une nuit.[réf. nécessaire]

#### Militantisme anti-pornographie
Avec la publication d'Ordeal, en 1980, Linda Boreman rejoint les opposants à la pornographie, qui dénoncent les effets néfastes du porno. Lors d'une conférence de presse à l'occasion de la publication de son livre, elle dénonce pour la première fois haut et fort les abus sexuels et physiques dont elle a été victime. Elle est soutenue par Andrea Dworkin, Catharine MacKinnon, Gloria Steinem ainsi que des membres de Women Against Pornography (en).
Devenue une figure importante du mouvement féministe, elle est montrée du doigt par le scénariste et réalisateur porno Hart Williams, qui invente l'expression « Linda Syndrome » pour désigner les actrices porno repenties qui renient leur passé en accusant l'industrie pornographique de les avoir exploitées. Ainsi, Ordeal en dénonçant le mythe du masochisme féminin qui veut que toutes les femmes prennent plaisir à la domination sexuelle et à la souffrance s'attaque directement à la pornographie qui est un gros marché bâti sur ce mythe.

### Un «après» difficile

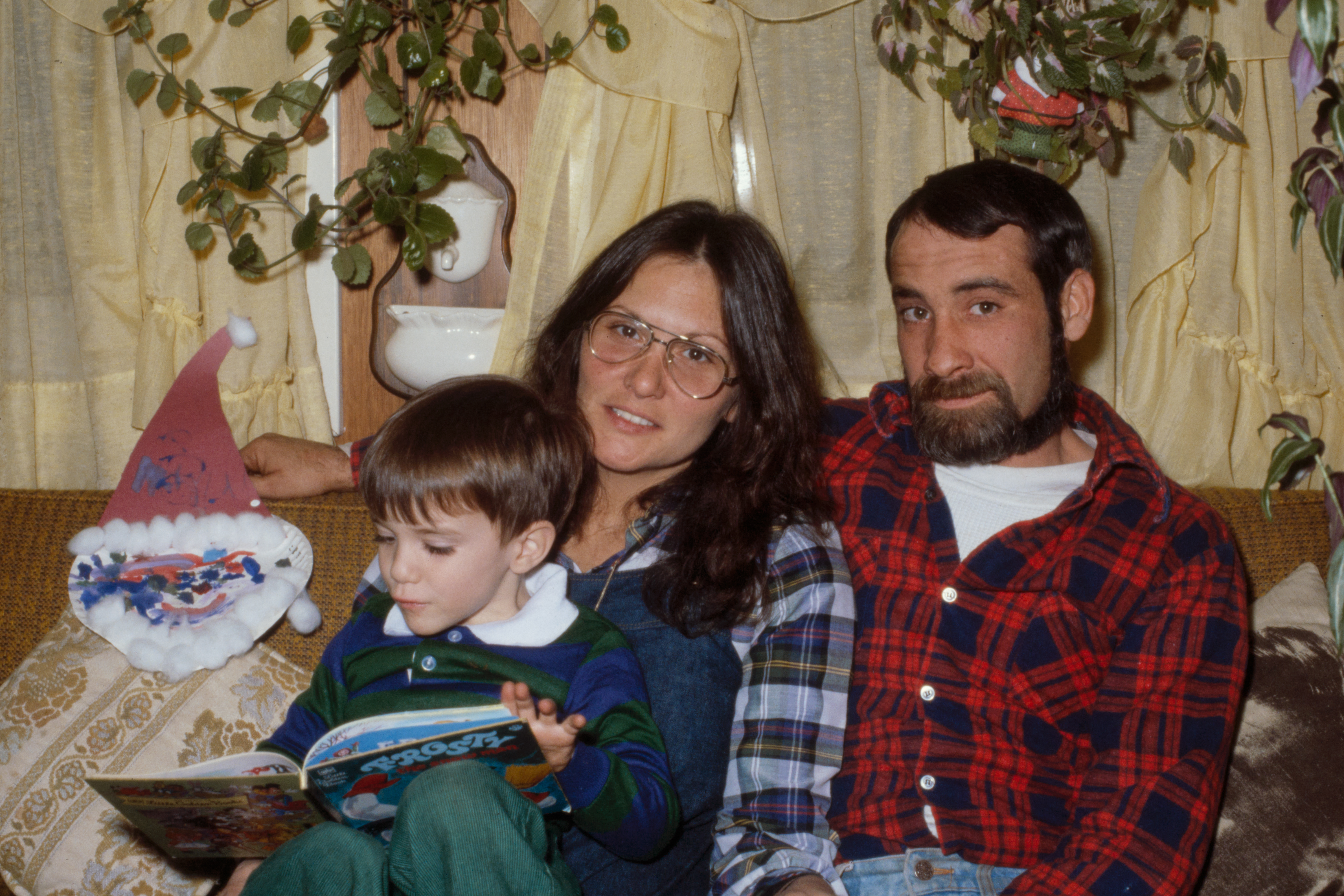
Linda Lovelace, son mari Larry Marchiano et leur fils

Après Gorge profonde, on voit Linda Boreman dans différents films érotiques qui s'avèrent des échecs financiers de 1973 à 1974. Elle pose aussi dans des magazines érotiques tels que Playboy, Bachelor ou Esquire.
En 1976, elle est choisie pour jouer dans le film érotique Laure, mais elle refuse de se prêter à de nouvelles scènes de nu : elle est alors remplacée par Annie Belle.
Elle divorce de Chuck Traynor en 1973 et se remarie l’année suivante avec un réparateur de téléphones, Larry Marchiano, avec lequel elle a deux enfants : Dominic en 1977 et Lindsay en 1980. Elle est secrétaire le jour et femme de ménage la nuit afin de gagner sa vie. 
Elle meurt dans un accident de voiture en 2002, à l'âge de cinquante-trois ans

## Filmographie sélective
Linda Lovelace n’a en fait tourné que dans huit « loops » entre 1969 et 1970, et pour le film Gorge profonde. Tous les autres sont soit des montages de rushes, soit réalisés avec des scènes inédites de Gorge Profonde, soit non pornographiques.
- 1971 : Dog de Lauwrence T. Cole[15]
- 1971 : Sex for Sale (court métrage) de Ted Snyder (non créditée)
- 1972 : The Foot de Lauwrence T. Cole
- 1972 : Gorge Profonde de Gérard Damiano
- 1974 : Exotic French Fantasies
- 1974 : The Confessions of Linda Lovelace
- 1974 : The 46th Annual Academy Awards (non créditée)
- 1974 : Gorge Profonde 2 de Joseph W. Sarno
- 1975 : Linda Lovelace for President
- 1975 : Sexual Ecstasy of the Macumba
- 1989 : Gorge Profonde 3 de Jérôme Bronson (archives insérées)

## Publications
- Inside Linda Lovelace (1974), pro-porno
- Avec Carl Wallin, The Intimate Diary of Linda Lovelace (1974), pro-porno
- Ordeal (Épreuve), autobiographie (1980)
- Out of Bondage (1986), anti-porno

#### Roman graphique
- 2010 : Le destin croisé de Linda Lovelace et de Betty Page est le sujet du roman graphique Coney Island Baby (220 pages) de Nine Antico, paru chez L'Association en 2010.

### Filmographie
- 2012 : Lovelace, un film de Rob Epstein et Jeffrey Friedman avec Amanda Seyfried (dans son rôle)
- 2003 : Deeper Than Deep avec Patricia Arquette (dans son rôle) et Charlie Sheen (Chuck Traynor)
- 2001 : The Real Linda Lovelace (TV) documentaire d'Andrew Abbott et Russell Leven avec Imogen Walker (dans son rôle)
- 2000 : Linda Lovelace : The E! True Hollywood Story (documentaire), E! Entertainment Network
- 2005 : Inside Deep Throat

### Musique
- 2008 : Lovelace : A Rock Musical spectacle musical d'Anna Waronker et Charlotte Caffey
- 1979 : Nothing Sacred de David Allan Coe, dans lequel la chanson intitulée Linda Lovelace lui est dédiée.